# Temporada 1962 de las Grandes Ligas de Béisbol
La Temporada 1962 de las Grandes Ligas de Béisbol se disputó desde el 9 abril al 16 octubre. Por primera vez la Liga Nacional disputó un calendario de 162 juegos, agregando a Houston Colt .45s y New York Mets como equipos de expansión. Un año antes la Liga Americana realizó una temporada con esa cantidad de juegos. La Liga Nacional regresó a New York luego de cuatro años de ausencia aunque los Mets terminaría en el último lugar.
La temporada finalizó cuando New York Yankees derrotaron en la Serie Mundial a San Francisco Giants en siete juegos.

## Premios y honores
- MVP
  - Mickey Mantle, New York Yankees (AL)
  - Maury Wills, Los Angeles Dodgers (NL)
- Premio Cy Young
  - Don Drysdale, Los Angeles Dodgers (NL)
- Novato del año
  - Tom Tresh, New York Yankees (AL)
  - Ken Hubbs, Chicago Cubs (NL)

## Temporada Regular
| Liga Americana        | Liga Americana | Liga Americana | Liga Americana | Liga Americana | Liga Americana | Liga Americana |
| Equipo                | V              | D              | CTE            | JD             | LOCAL          | VISITA         |
| --------------------- | -------------- | -------------- | -------------- | -------------- | -------------- | -------------- |
| New York Yankees      | 96             | 66             | .593           | -              | 50-30          | 46-36          |
| Minnesota Twins       | 91             | 71             | .562           | 5              | 45-36          | 46-35          |
| Los Angeles Angels    | 86             | 76             | .531           | 10             | 40-41          | 46-35          |
| Detroit Tigers        | 85             | 76             | .528           | 10½            | 49-33          | 36-43          |
| Chicago White Sox     | 85             | 77             | .525           | 11             | 43-38          | 42-39          |
| Cleveland Indians     | 80             | 82             | .494           | 16             | 43-38          | 37-44          |
| Baltimore Orioles     | 77             | 85             | .475           | 19             | 44-38          | 33-47          |
| Boston Red Sox        | 76             | 84             | .475           | 19             | 39-40          | 37-44          |
| Kansas City Athletics | 72             | 90             | .444           | 24             | 39-42          | 33-48          |
| Washington Senators   | 60             | 101            | .373           | 35½            | 27-53          | 33-48          |

| Liga Nacional         | Liga Nacional | Liga Nacional | Liga Nacional | Liga Nacional | Liga Nacional | Liga Nacional | Liga Nacional |
| Equipo                | V             | D             | E             | CTE           | JD            | LOCAL         | VISITA        |
| --------------------- | ------------- | ------------- | ------------- | ------------- | ------------- | ------------- | ------------- |
| San Francisco Giants  | 102           | 61            | 0             | .626          | -             | 61-21         | 41-40         |
| Los Angeles Dodgers   | 101           | 62            | 0             | .620          | 1             | 53-28         | 48-34         |
| Cincinnati Reds       | 98            | 64            | 0             | .605          | 3½            | 58-23         | 40-41         |
| Pittsburgh Pirates    | 93            | 68            | 0             | .578          | 8             | 51-30         | 42-38         |
| Milwaukee Braves      | 86            | 76            | 0             | .531          | 15½           | 49-32         | 37-44         |
| St. Louis Cardinals   | 84            | 78            | 1             | .519          | 17½           | 44-37         | 40-41         |
| Philadelphia Phillies | 81            | 80            | 0             | .503          | 20            | 46-34         | 35-46         |
| Houston Colt .45s     | 64            | 96            | 2             | .400          | 36½           | 32-48         | 32-48         |
| Chicago Cubs          | 59            | 103           | 0             | .364          | 42½           | 32-49         | 27-54         |
| New York Mets         | 40            | 120           | 1             | .250          | 60½           | 22-58         | 18-62         |

## Postemporada
NL New York Yankees (4) vs. AL San Francisco Giants (3)
|                                          |
| Campeón New York Yankees Vigésimo Título |

## Líderes de la liga

### Liga Americana
Líderes de Bateo 
| Categoría           | Jugador          | Equipo | Marca |
| ------------------- | ---------------- | ------ | ----- |
| Porcentaje de bateo | Pete Runnels     | BOS    | .326  |
| Cuadrangulares      | Harmon Killebrew | MIN    | 48    |
| Carreras Impulsadas | Harmon Killebrew | MIN    | 126   |
| Carreras Anotadas   | Albie Pearson    | LAA    | 115   |
| Hits                | Bobby Richardson | NYY    | 209   |
| Robo de Bases       | Luis Aparicio    | CHW    | 31    |

Líderes de Pitcheo 
| Categoría         | Jugador                | Equipo  | Marca |
| ----------------- | ---------------------- | ------- | ----- |
| Victorias         | Ralph Terry            | NYY     | 23    |
| Derrotas          | Chuck Estrada Ed Rakow | BAL KCA | 17    |
| ERA               | Hank Aguirre           | DET     | 2.21  |
| Ponches           | Camilo Pascual         | MIN     | 206   |
| Entradas Lanzadas | Ralph Terry            | NYY     | 298.2 |
| Juegos salvados   | Dick Radatz            | BOS     | 24    |

### Liga Nacional
Líderes de Bateo 
| Categoría           | Jugador        | Equipo | Marca |
| ------------------- | -------------- | ------ | ----- |
| Porcentaje de bateo | Tommy Davis    | LAD    | .346  |
| Cuadrangulares      | Willie Mays    | SFG    | 44    |
| Carreras Impulsadas | Tommy Davis    | LAD    | 153   |
| Carreras Anotadas   | Frank Robinson | CIN    | 134   |
| Hits                | Tommy Davis    | LAD    | 230   |
| Robo de Bases       | Maury Wills    | LAD    | 104   |

Líderes de Pitcheo 
| Categoría         | Jugador      | Equipo | Marca |
| ----------------- | ------------ | ------ | ----- |
| Victorias         | Don Drysdale | LAD    | 25    |
| Derrotas          | Roger Craig  | NYM    | 24    |
| ERA               | Sandy Koufax | LAD    | 2.54  |
| Ponches           | Don Drysdale | LAD    | 232   |
| Entradas Lanzadas | Don Drysdale | LAD    | 314.1 |
| Juegos salvados   | Roy Face     | PIT    | 28    |